# Boston Navy Yard
Бостон Неві Ярд (англ. Boston Navy Yard) — американська суднобудівна компанія, що існувала у місті Бостон. Бостонська військово-морська верф, яка спочатку називалася Чарльзтаунська військово-морська верф, а пізніше Бостонська, була одним з найстаріших суднобудівних підприємств ВМС США. Підприємство засновано у 1800 році в контексті нещодавнього створення нового Міністерства військово-морського флоту США у 1798 році. 1 липня 1974 року, після 175 років служби, вона була виведена з експлуатації як військово-морський об'єкт.
Територія площею 30 акрів (12 га) знаходиться під управлінням Служби національних парків і стала частиною Бостонського національного історичного парку. Достатня частина верфі залишається в експлуатації, щоб підтримувати пришвартований «Конститьюшн» 1797 року, побудований як один з перших шести важких фрегатів для новоствореного американського флоту, і найстаріший військовий корабель, який досі перебуває в експлуатації ВМС США і перебуває на плаву у світі. Тут також пришвартований есмінець «Кассін Янг», есмінець класу «Флетчер» часів Другої світової війни 1943 року, який служить як корабель-музей. Музейна територія включає в себе док, який є зупинкою водного транспорту MBTA Boat. Серед місцевих жителів та Служби національних парків він все ще відомий як Чарльзтаунська військово-морська верф.